# Římskokatolická farnost Jinošov
Římskokatolická farnost Jinošov je územní společenství římských katolíků v Jinošově, s farním kostelem sv. Petra a Pavla.

## Území farnosti
Do farnosti náleží území těchto obcí:
- Jinošov s farním kostelem sv. Petra a Pavla
- Hluboké – kaple sv. Petra
- Horní Lhotice – kaple Ducha Svatého
- Jasenice – kostel filiální sv. Klimenta
- Jedov
- Jindřichov
- Kralice nad Oslavou – kostel filiální sv. Martina
- Krokočín – kaple Panny Marie
- Otradice
- Pucov – kaple Nejsvětější Trojice

## Duchovní správci
Současným farářem je od 15. srpna 2012 R. D. Mgr. Josef Požár.

## Bohoslužby
| Kostel                   | Místo               | Bohoslužba (den)   | Hodina                                    | Poznámka        |
| ------------------------ | ------------------- | ------------------ | ----------------------------------------- | --------------- |
| Kostel sv. Klimenta      | Jasenice            | neděle sobota      | 11.00 (1x za 14 dní) 18.00 (1x za 14 dní) | filiální kostel |
| Kostel sv. Petra a Pavla | Jinošov             | neděle úterý pátek | 8.00 17.00 (zima)/18.00 (léto)            | farní kostel    |
| Kostel sv. Martina       | Kralice nad Oslavou | neděle sobota      | 11.00 (1x za 14 dní) 18.00 (1x za 14 dní) | filiální kostel |

## Aktivity ve farnosti
Dnem vzájemných modliteb farností za bohoslovce a bohoslovců za farnosti brněnské diecéze je 12. duben. Adorační den připadá na 19. února.
Ve farnosti se pravidelně koná tříkrálová sbírka. V roce 2018 činil její výtěžek v Jinošově 2 830 korun.